# Négreville
Négreville és un municipi francès situat al departament de la Manche i a la regió de Normandia. L'any 2007 tenia 814 habitants.

## Demografia

### Població
El 2007 la població de fet de Négreville era de 814 persones. Hi havia 288 famílies de les quals 48 eren unipersonals (16 homes vivint sols i 32 dones vivint soles), 84 parelles sense fills, 136 parelles amb fills i 20 famílies monoparentals amb fills.
La població ha evolucionat segons el següent gràfic:
Habitants censats

### Habitatges
El 2007 hi havia 303 habitatges, 288 eren l'habitatge principal de la família, 7 eren segones residències i 7 estaven desocupats. Tots els 302 habitatges eren cases. Dels 288 habitatges principals, 245 estaven ocupats pels seus propietaris, 36 estaven llogats i ocupats pels llogaters i 7 estaven cedits a títol gratuït; 9 tenien dues cambres, 48 en tenien tres, 67 en tenien quatre i 164 en tenien cinc o més. 239 habitatges disposaven pel capbaix d'una plaça de pàrquing. A 106 habitatges hi havia un automòbil i a 166 n'hi havia dos o més.

### Piràmide de població
La piràmide de població per edats i sexe el 2009 era:
| Homes | Edats   | Dones |
| ----- | ------- | ----- |
| 0     | 95 o +  | 0     |
| 0     | 90 a 94 | 0     |
| 0     | 85 a 89 | 0     |
| 0     | 80 a 84 | 4     |
| 12    | 75 a 79 | 12    |
| 12    | 70 a 74 | 12    |
| 16    | 65 a 69 | 28    |
| 8     | 60 a 64 | 4     |
| 16    | 55 a 59 | 16    |
| 36    | 50 a 54 | 16    |
| 28    | 45 a 49 | 36    |
| 28    | 40 a 44 | 32    |
| 24    | 35 a 39 | 28    |
| 36    | 30 a 34 | 28    |
| 24    | 25 a 29 | 24    |
| 12    | 20 a 24 | 4     |
| 28    | 15 a 19 | 44    |
| 24    | 10 a 14 | 44    |
| 40    | 5 a 9   | 12    |
| 32    | 0 a 4   | 20    |

## Economia
El 2007 la població en edat de treballar era de 523 persones, 388 eren actives i 135 eren inactives. De les 388 persones actives 354 estaven ocupades (196 homes i 158 dones) i 34 estaven aturades (12 homes i 22 dones). De les 135 persones inactives 44 estaven jubilades, 45 estaven estudiant i 46 estaven classificades com a «altres inactius».

### Ingressos
El 2009 a Négreville hi havia 292 unitats fiscals que integraven 826 persones, la mediana anual d'ingressos fiscals per persona era de 16.777 €.

### Activitats econòmiques
Dels 23 establiments que hi havia el 2007, 3 eren d'empreses alimentàries, 2 d'empreses de fabricació d'altres productes industrials, 10 d'empreses de construcció, 2 d'empreses de comerç i reparació d'automòbils, 1 d'una empresa d'hostatgeria i restauració, 2 d'empreses immobiliàries, 2 d'empreses de serveis i 1 d'una empresa classificada com a «altres activitats de serveis».
Dels 11 establiments de servei als particulars que hi havia el 2009, 2 eren tallers de reparació d'automòbils i de material agrícola, 1 establiment de lloguer de cotxes, 1 paleta, 3 fusteries, 3 lampisteries i 1 saló de bellesa.
Dels 3 establiments comercials que hi havia el 2009, 2 eren fleques i 1 una llibreria.
L'any 2000 a Négreville hi havia 37 explotacions agrícoles que ocupaven un total de 750 hectàrees.

## Equipaments sanitaris i escolars
El 2009 hi havia una escola elemental.

## Poblacions més properes
El següent diagrama mostra les poblacions més properes.